# Heidi Hammel
Heidi B. Hammel (nascuda a Califòrnia el 14 de març de 1960) és una astrònoma planetària que ha estudiat àmpliament Neptú i Urà. Va formar part de l'equip que va fotografiar Neptú a partir de la Voyager 2 el 1989. Va dirigir l'equip utilitzant el telescopi espacial Hubble per veure l'impacte de Shoemaker-Levy 9 amb Júpiter el 1994. Ha utilitzat el telescopi espacial Hubble i el telescopi Keck per estudiar Urà i Neptú, i ha descobert nova informació sobre taques fosques, tempestes planetàries i els anells d'Urà. El 2002, va ser seleccionada com a científica interdisciplinària per al telescopi espacial James Webb.
Hammel dedica bona part del seu temps a la comunicació científica. Ha estat receptora de la Medalla Carl Sagan de 2002, atorgada a una científica les comunicacions de la qual han millorat molt la comprensió del públic en general sobre la ciència planetària.Fou una de les 50 dones més importants de la ciència per a Discover el 2003. A més del seu treball de cara al públic a la NASA, es va convertir en la vicepresidenta executiva de l'Association of Universities for Research in Astronomy (AURA) el 2010.

## Vida personal
Hammel va néixer a Califòrnia i és mare de tres fills.

## Educació
Hammel va obtenir la llicenciatura pel Massachusetts Institute of Technology (MIT) el 1982 i el doctorat en física i astronomia per la Universitat de Hawaii el 1988. Després d'una feina post-doctoral al Jet Propulsion Laboratory de la NASA, Pasadena, Califòrnia, Hammel va tornar al MIT, on va passar gairebé nou anys com a directora científica d'investigació en el departament de ciències terrestres, atmosfèriques i planetàries.

## Carrera
Hammel és la vicepresidenta executiva de l'Association of Universities for Research in Astronomy (AURA), un consorci de 44 entitats estatunidenques (universitats i institucions educatives i sense ànim de lucre) i 5 afiliats internacionals. AURA gestiona observatoris astronòmics de classe mundial que inclouen el telescopi espacial Hubble, el National Optical Astronomy Observatory, el National Solar Observatory i l'Observatori Gemini. Hammel es va convertir en la vicepresidenta executiva de l'Association of Universities for Research in Astronomy (AURA) el 2010. Hammel diu que va adonar-se, aproximadament als 15 anys de la seva carrera, que els joves eren necessaris a la comunitat científica, que planifiquen i treballen cap al futur de la ciència.
| « | Fa uns anys em vaig comprometre a passar de la investigació a la capacitació de la investigació... Vull assegurar-me que... els joves tinguin les oportunitats, amb les noves eines que estem desenvolupant ara mateix, per empènyer els límits de la ciència. | » |

Abans del seu nomenament a AURA, Hammel va treballar com a investigadora principal i codirectora de recerca a l'Institut de Ciències Espacials de Boulder, Colorado. El 2002, va ser seleccionada com a científica interdisciplinària per al successor del telescopi espacial Hubble, el telescopi espacial James Webb (que es va llançar a l'espai el desembre de 2021). També va ser membre del grup de treball científic per al telescopi de mirall segmentat gegant. Va participar en la tasca conjunta exoplaneta NASA / NSF, i en l'equip de definició de ciència i tecnologia per a la missió coronògraf de cerca del planetes tel·lúrics de la NASA.

## Recerca
Les principals àrees d'interès de Hammel són les observacions astronòmiques basades en el terreny i en l'espai de les atmosferes dels planetes exteriors i els satèl·lits a les longituds d'ona visibles i properes a infrarojos utilitzant tecnologia d'òptica adaptativa.
Hammel ha descrit la seva pròpia investigació dient:
| « | Una cosa que a tots ens preocupa és el temps i ens preocupa el clima a la Terra. Però el que fa el temps són els gasos i els núvols, i el motiu que el clima a la Terra sigui difícil de predir és perquè tenim oceans i continents que interaccionen amb la nostra atmosfera, cosa que fa que sigui molt difícil predir el temps, com tots sabem, però si es pren un planeta com Júpiter o Neptú no tens continents i no tens oceans. Tot el que hi ha és gas, tot el que tens és atmosfera i, per tant, és molt més fàcil de modelar el clima en aquests planetes. Però és el mateix procés físic, és el mateix que succeeix, tant si succeeix a la Terra com si passa a Neptú. Per tant, estudiant el temps a Neptú, aprenem sobre el clima en general i això ens ajuda a entendre millor el clima a la Terra. | » |

El telescopi espacial Hubble i el telescopi Keck amb la seva nova òptica adaptativa van canviar la manera en què els astrònoms planetaris miren a Urà i Neptú. Amb les càmeres avançades del Hubble i les millores dels sistemes d'òptica adaptativa del telescopi Keck, els astrònoms i astrònomes van poder capturar «imatges increïblement nítides» i veure molts detalls que no es podien veure abans. La investigació planetària de Hammel amb el Hubble i el Keck ha demostrat que tant Urà com Neptú són mons dinàmics.

### Voyager 2, Neptú

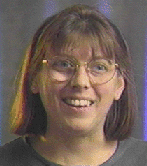
Hammel el 1995

Hammel estudia principalment els planetes exteriors i els seus satèl·lits, i se centra en tècniques d'observació. Va ser membre de l'equip de ciències de la imatge per a la trobada de la Voyager 2 amb el planeta Neptú el 1989.

### Shoemaker-Levy 9, Júpiter
El 1994, Hammel va dirigir l'equip que va investigar la resposta de la longitud d'ona visible de Júpiter als efectes de l'impacte del cometa Shoemaker-Levy 9 amb el telescopi espacial Hubble. Com a líder de l'equip de terra, Hammel va analitzar fotografies d'aquest esdeveniment preses pel telescopi espacial Hubble. Hammel va ser la cara pública de la National Aeronautics and Space Administration (Administració espacial), que va explicar la ciència a les audiències televisives a tot el món.

### Gran Taca Fosca de Neptú
Hammel va formar part de l'equip que va detectar per primera vegada la Gran Taca Fosca de Neptú, una furiosa tempesta tan gran com la Terra, i va dirigir l'equip del telescopi espacial Hubble que va documentar la desaparició de la Gran Taca Fosca després d'uns quants anys, el 1994.

### Temps i anells, Urà
Amb la seva col·lega Imke de Pater, Heidi Hammel ha estat estudiant Urà amb el telescopi Keck des de l'any 2000. Hammel va informar que els vents més ràpids mai registrats a Urà bufaven a una velocitat d'entre 107 i 111 metres per segon (240 i 260 milles per hora); els vents es van mesurar a l'octubre del 2003 a les parts més septentrionals del planeta visibles en aquell moment.
Hammel va descobrir que els nou anells principals d'Urà comprenen una sola capa de partícules, cosa que no es troba en altres anells. Amb el sistema d'òptica súper afilat utilitzat a l'observatori W. M. Keck, de Pater i Hammel van trobar un onzè anell al voltant d'Urà, un estret fil de deixalles rocoses. L'anell, el més intern dels seus germans, té uns 3.500 quilòmetres d'amplada i es troba a uns 39.600 quilòmetres del nucli del planeta. L'anell era visible perquè la seva posició enfilada al Sol i a la Terra reflectia més llum que la cara visible més típica.El 2006, també van informar que Urà tenia tant un anell blau extremadament rar, així com un anell vermell.
A partir de 2014, la seva investigació més recent inclou l'obtenció d'imatges de Neptú i Urà amb l'ús del telescopi espacial Hubble, l'observatori W. M. Keck, els observatoris de Mauna Kea, la NASA Infrared Telescope Facility (IRTF) i altres observatoris amb base a la Terra.

## Reconeixement i divulgació pública
Hammel ha estat guardonada amb premis tant per la seva investigació (inclòs el premi Harold Clayton Urey del 1996 de la Divisió de l'American Astronomical Society per a les Ciències Planetàries)com per la seva divulgació pública (com ara el premi de Comprensió Pública de la Ciència de l'Exploratorium de San Francisco del 1998).
Hammel fou elegida Companya de l'American Association for the Advancement of Science el 2000. També ha estat premiada pel seu treball en divulgació pública, inclosa la medalla Carl Sagan de 2002 per la comunicació destacada d'un científic planetari actiu per al públic en general;el premi Klumpe-Robert atorgat per l'Astronomical Society of the Pacific el 1995 Klumpke-Roberts per la comprensió i valoració pública de l'astronomia;i el Premi Nacional "Spirit of American Women" de 1996 per animar les dones joves a seguir les seves carreres no tradicionals
En reconeixement dels seus molts èxits, la revista Discover va reconèixer Hammel el 2002 com una de les 50 dones més importants de la ciència.
La seva biografia “Beyond Jupiter: The Story of Planetary Astronomer Heidi Hammel”ha estat publicada per l'Acadèmia Nacional de Ciències dels Estats Units com a part de la sèrie “Women's Adventures in Science.”
Hammel es va incorporar al Consell d'Administració de The Planetary Society el 2005. El 7 de maig de 2009, la Junta Directiva de Dones del Planetari Adler va concedir a Hammel el premi Women in Space Science del 2009.
El juny de 2010, Hammel va participar al World Science Festival celebrat a Nova York, pel model del telescopi espacial James Webb al Battery Park. Hammel va parlar dels descobriments previstos el 2014 amb el llançament del telescopi espacial James Webb, que serà el telescopi espacial més potent del món, i el successor del telescopi espacial Hubble. Entre altres ponents van intervenir John C. Mather, un premi Nobel i científic del projecte del telescopi Webb i el doctor John Grunsfeld, astronauta, físic i "reparador principal" del telescopi Hubble.
El 2 de novembre de 2010, l'Association of Universities for Research in Astronomy va anunciar el nomenament de Hammel per al càrrec de vicepresidenta executiva. Hammel va començar a exercir el càrrec l'1 de gener de 2011. En acceptar aquest nomenament, Hammel va dir:
| « | La comunitat astronòmica dels Estats Units es troba en una intersecció interessant amb molts camins possibles per davant. Espero treballar amb AURA, ja que afrontem aquests reptes. El nostre objectiu compartit és un futur ric per a l'astronomia i l'astrofísica, i donar a la propera generació de científics noves oportunitats d'explorar l'univers. | » |

L'asteroide 3530 Hammel fou nomenat en honor seu el 1996.

## Filmografia
- The Planets and Beyond, episodi de televisió del 2018 al Discovery Science
- Uranus & Neptune: Rise of the Ice Giants, episodi de televisió del 2018 a How the Universe Works, ella mateixa com a astrònoma
- Hubble's Cosmic Journey, episodi de televisió del 2015 al National Geographic Channel
- Naked Science, 2006–2008, 2 episodis de televisió al National Geographic Channel
- Hubble's Amazing Universe, episodi de televisió del 2008
- Deadliest Planets, episodi de televisió del 2006, com a Dra. Heidi B. Hammel, científica investigadora sènior
- Hubble: Secrets from space, episodi de televisió del 199, com a professora Heidi Hammel

## Citacions personals
| « | Per què fer astronomia? Perquè pot respondre a la pregunta fonamental, quin és el destí de l'univers? | » |

| « | Va fer plomalls de gasos que van ascendir a 1.000 milles d'alçada. Júpiter estava cobert de sutge atmosfèric. Si aquest impacte hagués tingut lloc a la Terra, tots hauríem mort. Hauria creat una interrupció important de la biosfera. Això és el que creiem que els va passar als dinosaures. (Sobre la resposta atmosfèrica de Júpiter a la col·lisió del cometa Shoemaker-Levy 9 el 1994) | » |

| « | Em fascina el delicat equilibri de la radiació externa del Sol i la calor interna d'aquests planetes. Aquest balanç sembla metastable, particularment per a Urà, però també per a Neptú, que condueix a senyals detectables en la seva activitat atmosfèrica de les estacions i en l'activitat solar. No entenem del tot els processos físics involucrats en l'equilibri, i no obstant això, és el mateix equilibri que es produeix a l'atmosfera terrestre. És a dir, estudiant altres planetes, aprenem sobre la Terra, i el coneixement de la Terra és molt important per a nosaltres com a espècie. (Sobre l'estudi d'Urà i Neptú, setembre de 2010). | » |